# Te Atua o Tokelau
Te Atua o Tokelau ist seit 2012 die Nationalhymne von Tokelau. Text und Melodie stammen von Eric Lemuelu Falima. Als Commonwealth Realm lautet die offizielle Nationalhymne „God Save the King“.

## Geschichte
2005 kündigte Tokelau einen Wettbewerb für eine Hymne für die Inseln an. Nach einem vierjährigen Auswahlverfahren wurde ein Beitrag von Eric Lemuelu Falima zum Gewinner gekürt. Als die Hymne angenommen wurde, wurden die Texte anschließend bis März 2012 diskutiert und überarbeitet.

## Text
Te Atua o Tokelau

Te Atua o nuku, te Atua o Tokelau

Fakamanuia mai ia Tokelau

Puipui tauhi mai ko ito filemu

Toku fenua, tau aganuku

Tau fuka ke agiagia

Lototahi, tumau hi to fakavae

Tokelau mo te atua

Te Atua o Tokelau

## Übersetzung
Gott von Tokelau

Gott der Dörfer, Gott von Tokelau

Segne Tokelau

Kümmere dich mit Vorsicht um das friedliche Ito

Mein Land, dein Brauch

Deine Fahne, die weht

Von einem Geist, steht fest als Fundament

Tokelau dem Gott

Dem Gott von Tokelau